# Heaven Help Us All
"Heaven Help Us All" to popularna piosenka napisana przez Rona Millera, po raz pierwszy nagrana przez Stevie Wondera. Utwór w jego wykonaniu uplasował się na pozycji #9 w Stanach Zjednoczonych.
Joan Baez wydała własną wersję piosenki na albumie Blessed Are... w 1971 roku.
Ray Charles nagrał utwór w duecie z Gladys Knight i wydał na albumie Genius Loves Company w 2004 roku.
"Heaven Help Us All" w wykonaniu Madeleine Peyroux i Williama Galisona ukazało się na ich płycie Got You on My Mind w 2004 roku.
Cover "Heaven Help Us All" w wersji Davida Ruffina ukazał się jako bonusowy utwór na jego nagranym w 1971 roku, a wydanym w 2004 roku albumie David (The Unreleased Album).
Koncertowa wersja utworu w wykonaniu Richiego Sambory wydana została na albumie zespołu Bon Jovi, Fields of Fire.